# Supercoupe d'Espagne de rugby à XV
Pour les articles homonymes, voir Supercoupe d'Espagne.
La Supercoupe d'Espagne de rugby à XV est une compétition de rugby à XV qui oppose depuis 2003 le vainqueur du championnat d'Espagne au vainqueur de la coupe d'Espagne.

## Palmarès
| Date | Vainqueur du championnat | Score           | Vainqueur de la coupe     |
| ---- | ------------------------ | --------------- | ------------------------- |
| 2003 | El Salvador Rugby        | 23 - 19         | CRC Madrid                |
| 2004 | El Salvador Rugby        | 36 - 13         | Bera Bera Rugby           |
| 2005 | El Salvador Rugby        | 56 - 10 30 - 15 | Unió Esportiva Santboiana |
| 2006 | El Salvador Rugby        | 36 - 5 20 - 35  | Unió Esportiva Santboiana |
| 2007 | El Salvador Rugby        | 13 - 23 35 - 19 | Unió Esportiva Santboiana |
| 2008 | CRC Madrid               | 22 - 15 14 - 20 | El Salvador Rugby         |
| 2009 | CRC Madrid               | 20 - 15 23 - 24 | Ciencias RC               |
| 2010 | VRAC Quesos Entrepinares | 13 - 8          | El Salvador Rugby         |
| 2011 | CR La Vila               | 24 - 10         | El Salvador Rugby         |
| 2012 | VRAC Quesos Entrepinares | 26 - 13         | AMPO Ordizia R.E.         |
| 2013 | VRAC Quesos Entrepinares | 14 - 3          | AMPO Ordizia R.E.         |
| 2014 | VRAC Quesos Entrepinares | 18 - 16         | Independiente RC          |
| 2015 | VRAC Quesos Entrepinares | 24 - 21         | CR Cisneros               |
| 2016 | VRAC Quesos Entrepinares | 17 - 14         | El Salvador Rugby         |
| 2017 | VRAC Quesos Entrepinares | 46 - 23         | Unió Esportiva Santboiana |
| 2018 | El Salvador Rugby        | 24 - 22         | VRAC Quesos Entrepinares  |
| 2019 | VRAC Quesos Entrepinares | 33 - 18         | Club Alcobendas Rugby     |

## Bilan par club
| Club                     | Titre(s) | Premier(s) - Dernier(s) |
| ------------------------ | -------- | ----------------------- |
| VRAC Quesos Entrepinares | 8        | 2010-2019               |
| El Salvador Rugby        | 6        | 2003-2018               |
| CRC Madrid               | 2        | 2008-2009               |
| CR La Vila               | 1        | 2011                    |